# Giuseppe Tornatore
Giuseppe Tornatore (Bagheria, 1956. május 27. ) kétszeres BAFTA-díjas olasz filmrendező és forgatókönyvíró. Azon, napjainkban is jelentős alkotók között tartják számon, akik a Pasolini halála és Bertolucci Novecentója után lanyhuló érdeklődés után századunkra visszatették az olasz filmet a nemzetközi érdeklődés élvonalába. Ez nem utolsó sorban annak is köszönhető, hogy egészen kiváló csapattal sikerült intenzíven együtt dolgoznia, mint például a filmzenéiről jól ismert Ennio Morricone.

## Élete

### Kezdetek
Szicíliában, a Palermo melletti tengerparti Bagheria kisvárosban született, a különleges szicíliai látásmód több filmjét áthatja. Fiatal kora óta érdeklődik a rendezés iránt. Tizenhat évesen már színpadon rendez, Luigi Pirandello és Eduardo De Filippo műveit. Èrettségi után egy darabig bölcsészkarra jár Palermóban, majd teljes egészében a mozinak szenteli magát.
A Le minoranze etniche in Sicilia (Szicília kisebbségei) című dokumentumfilmmel mutatkozik be, amellyel díjat nyer a Salernoi fesztiválon, majd a leforgatja a RAI részére a , Diario di Guttuso című alkotást.
1984-ben együtt dolgozik Giuseppe Ferrarával a Cento giorni a Palermo (Száz nap Palermóban című filmen, amelynek producere, valamint a második részének egyik forgatókönyvírója és rendezője .
A mozikban A hírhedt nápolyival debütál, amiért Ezüst szalag díjat kap, mint legjobb elsőfilmes rendező. 
A Cinema Paradiso hozza meg a világsikert: a leforgatott film rövid változatával elnyeri a Cannes-i Filmfesztivál nagydíját, valamint a legjobb idegen nyelvű filmnek járó Oscart. 

### Sikerei
1990-es filmje, a Mindenki jól van, egy apa utazását mutatja be, aki gyermekeit látogatja. A főszereplő Marcello Mastroianni.
Alessandro Baricco Novecento című művének hatására forgatja Az óceánjáró zongorista legendáját Tim Rothal, és Ennio Morricone zenéjével, Koltai Lajos fényképezésével.
A 2000-es Maléna, Monica Belluccival ugyancsak nemzetközi siker, amelyet ugyancsak Morricone zenéje kísér és operatőre szintén a magyar Koltai Lajos.

## Filmjei
- 1986: A hírhedt nápolyi (Il camorrista )
- 1988: Cinema Paradiso (Nuovo cinema Paradiso)
- 1990: Mindenki jól van (Stanno tutti bene)
- 1991: Il cane blu (az La domenica specialmente epizódja)
- 1994: Puszta formalitás (Una pura formalità)
- 1994: Lo schermo a tre punte (dokumentumfilm)
- 1995: A csillagos ember (L’uomo delle stelle ), történetíró, forgatókönyvíró, rendező
- 1998: Az óceánjáró zongorista legendája (La leggenda del pianista sull’oceano)
- 2000: Maléna (Malèna)
- 2006: Az ismeretlen (La sconosciuta ), forgatókönyvíró, rendező
- 2009: Baaria (Baarìa)
- 2009: Mindenki megvan (Everybody’s fine), forgatókönyvíró
- 2010: L’ultimo gattopardo: Ritratto di Goffredo Lombardo
- 2013: Senki többet (La migliore offerta) (2013)

## Fontosabb díjak és jelölések
Oscar-díj
- 1990 – a legjobb idegen nyelvű film (Cinema Paradiso)

Cannes-i filmfesztivál
- 1989 – a fesztivál nagydíja (Cinema Paradiso)